# Dediche e manie
| Recensione | Giudizio |
| ---------- | -------- |
| Rockol     |          |

Dediche e manie è il quattordicesimo album in studio del cantautore italiano Biagio Antonacci, pubblicato il 10 novembre 2017 dalla Iris con distribuzione Sony Music.
Composto da tredici canzoni, il disco ha debuttato al secondo posto della classifica italiana, vendendo oltre 50 000 copie e ricevendo il premio WMA ai Wind Music Awards 2018.

## Descrizione
Si tratta del primo album dal 1996 nel quale Antonacci si è occupato esclusivamente della produzione e della composizione dei brani tralasciando così la parte burocratica delegata ai collaboratori, per i quali è stato richiesto circa un anno e mezzo di lavoro. Secondo l'artista, Dediche e manie è quello che sente più personale e quello meglio riuscito negli ultimi dieci anni.

La fotografia scelta per l'album, che ritrae il cantante sporgersi da una finestra per fotografare una donna affacciata a quella accanto, è stata scattata a Bologna in occasione di un breve servizio fotografico per la promozione dello stesso e, secondo quanto spiegato da Antonacci in occasione di un'intervista concessa a TV Sorrisi e Canzoni, non era prevista come possibile scelta tra le altre scattate:
Come l'artista aveva già fatto per Convivendo nell'ultima canzone dell'album è presente una traccia fantasma con un monologo dell'artista di circa tre minuti.

## Promozione
Il 18 aprile 2017 Biagio Antonacci ha rivelato attraverso i social network la data di uscita dell'album per il 10 novembre dello stesso anno contemporaneamente alle date della relativa tournée. Il 26 settembre viene annunciato il primo singolo dell’album, In mezzo al mondo, distribuito per il download digitale tre giorni più tardi.
L'album è stato pubblicato in edizione standard su CD, LP e download digitale e in edizione box set in tiratura limitata a 500 copie numerate in esclusiva per Amazon.it, composto dall'album in formato CD, LP e MC, una maglietta e tre fotografie. Il 12 luglio Dediche e manie è stato ripubblicato all'interno del cofanetto Vi dedico tutto edito da TV Sorrisi e Canzoni con un nuovo libretto dove l'artista racconta la storia dell'album.
L'album è stato accompagnato inoltre da due concorsi, il primo edito da Mondadori per partecipare a un incontro con Antonacci, mentre il secondo per vincere due biglietti per una data a scelta del tour e due pass per il backstage a cui potevano partecipare tutti coloro che acquistavano l'album. All'interno di quest'ultimo vi era un codice da digitare online che dava la possibilità di vincere il premio.
L'album spazia anche tra tracce funk (Il migliore e Mio fratello), elettropop (Sei nell'aria) e ballate (L'addio che mancava).

## Tracce
Testi e musiche di Biagio Antonacci, eccetto dove indicato.
1. Il migliore – 3:43
2. Mio fratello (feat. Mario Incudine) – 3:17
3. Sei nell'aria (feat. Laïoung) – 3:37 (testo: Biagio Antonacci, Giuseppe Consoli – musica: Biagio Antonacci, Emiliano Fantuzzi)
4. Un bacio lungo come una canzone – 3:08
5. In mezzo al mondo – 3:45
6. Fortuna che ci sei – 3:42
7. Vorrei amarti anch'io – 3:33
8. L'addio che mancava – 3:45
9. Perché te ne vai – 3:36
10. Super – 3:38
11. Stanco – 3:44
12. L'appello dei popoli – 3:53
13. Annina piena di grazia (contiene una traccia fantasma senza titolo) – 6:33

## Formazione
- Biagio Antonacci – voce, produzione
- Graziano Antonacci – produzione esecutiva, coordinazione artistica
- Stefano De Maio – supervisione artistica e vocale
- Paola Cardinale – coordinazione artistica
- Pino Pischetoia – missaggio
- Antonio Baglio – mastering

## Classifiche

### Classifiche settimanali
| Classifica (2017) | Posizione massima |
| ----------------- | ----------------- |
| Italia            | 2                 |

### Classifiche di fine anno
| Classifica (2017) | Posizione |
| ----------------- | --------- |
| Italia            | 32        |
| Classifica (2018) | Posizione |
| Italia            | 85        |